# Isaac Rebow
sir Isaac Rebow (ur. 1655 w Colchester, zm. 1726 tamże) – angielski kupiec i polityk pochodzenia flamandzkiego.

## Życiorys
Jego przodkowie osiedlili się w Colchester prawdopodobnie na początku XVII wieku. Byli sukiennikami. Nie brali udziału w wojnie domowej. Ojciec Isaaca Rebowa ożenił się z reprezentantką wpływowej rodziny kupieckiej. Przyznano mu prawo posiadania broni w 1685 roku. Isaac Rebow był burmistrzem Colchester w latach 1716–1717. Trzykrotnie (w latach 1689–1690, 1692–1714, 1715–1722), reprezentował Colchester w parlamencie krajowym. Był członkiem stronnictwa Wigów. W latach 1692–1702 był wiceadmirałem hrabstwa Essex. Od 1703 roku do śmierci sprawował honorową funkcję wyższego stewarda Colchester. Do końca życia nie porzucił flamandzkiego protestantyzmu. Został pochowany w kościele St Mary-at-the-Walls (obecnie Colchester Arts Centre). W posiadłości Rebowa, na wzgórzach przy granicy Colchester z Wivenhoe, na początku lat 60. XX wieku utworzono kampus Uniwersytetu Essex. Na terenie kampusu do dziś istnieje rezydencja rodziny Rebow, obecnie hotel.